# Національний музей авіації і космонавтики США

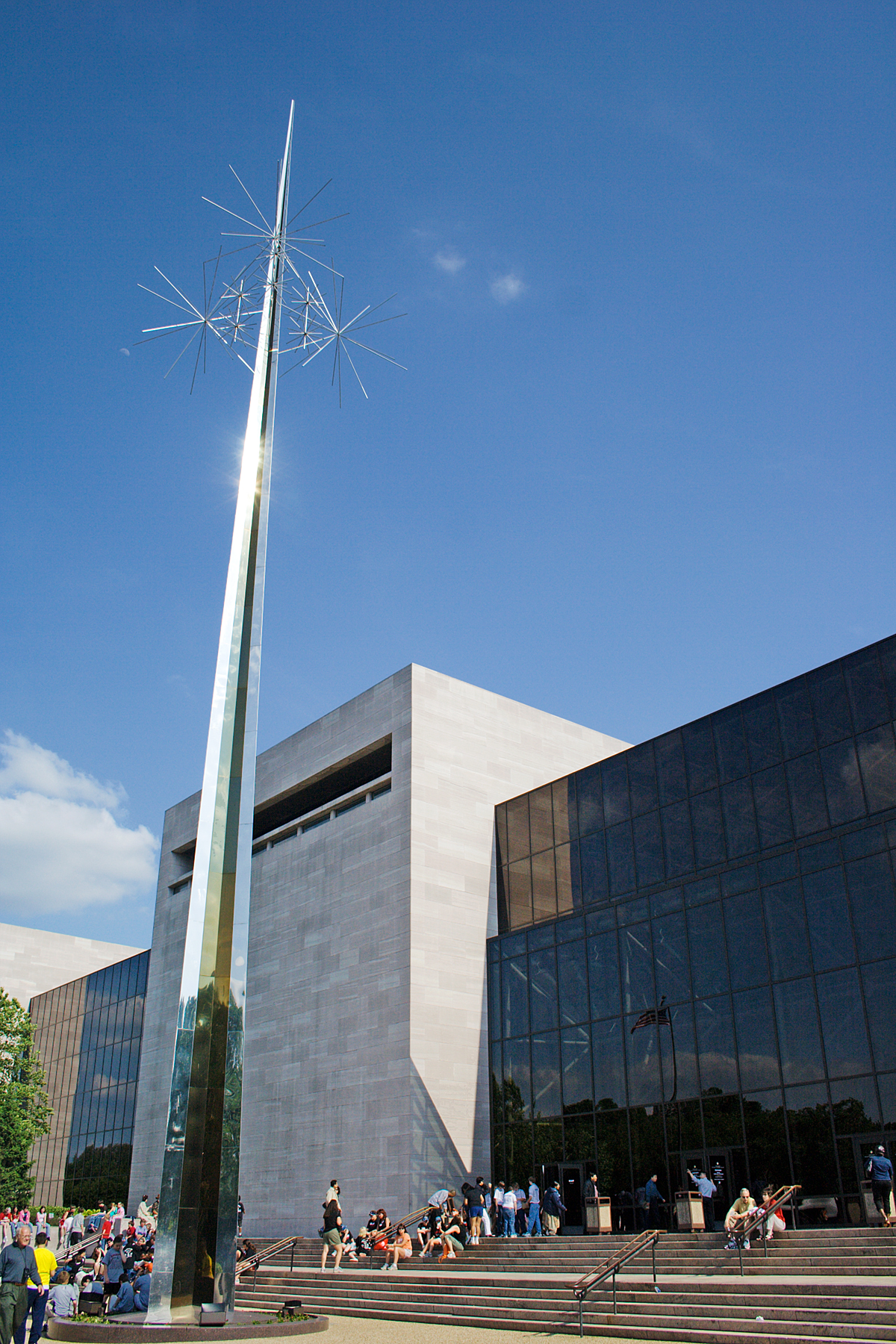
Вхід до Національного музею авіації і космонавтики на Національній алеї у Вашингтоні

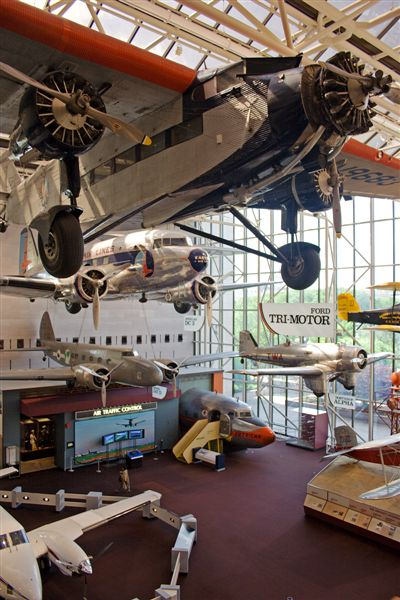
Всередині Національного музею авіації й космонавтики

Націона́льний музе́й авіа́ції і космона́втики США (англ. National Air and Space Museum) — розташований у центрі міста Вашингтон, США на Національній алеї і є невіддільною частиною Смітсонівського інституту. У ньому зібрана наймасштабніша у світі колекція історичних літаків, космічних апаратів та ракет. Відкритий в 1976 році. Центр досліджень історії і науки авіації й космонавтики, а також планетарної науки і геофізики. Майже всі представлені в музеї космічні й повітряні судна є оригіналами чи їхніми копіями. Це другий за популярністю (після Національного музею природознавства) музей, що входить до складу Смітсонівського інституту. Доповненням цього музею також є авіаційний Центр Стівена Удвара-Газі, розташований за 40 км від Вашингтона у величезному ангарі у міжнародному аеропорті ім. Даллеса, штат Вірджинія. Колекція суден музею регулярно реставрується на базі Пола Гарбера у м. Сьютленд, штат Меріленд.

## Фотогалерея

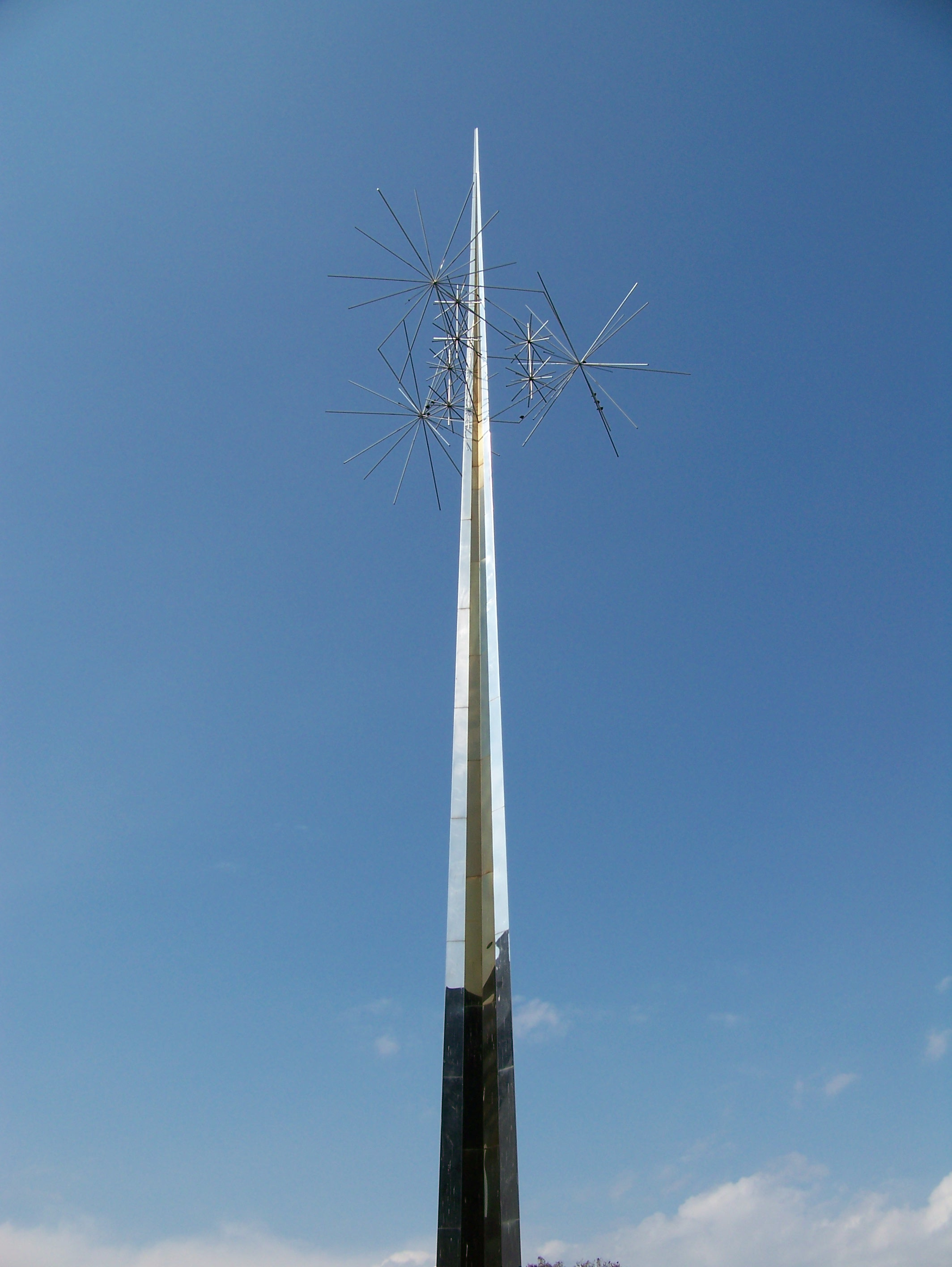
Скульптура «До зірок!» (Ad Astra) при вході до музею
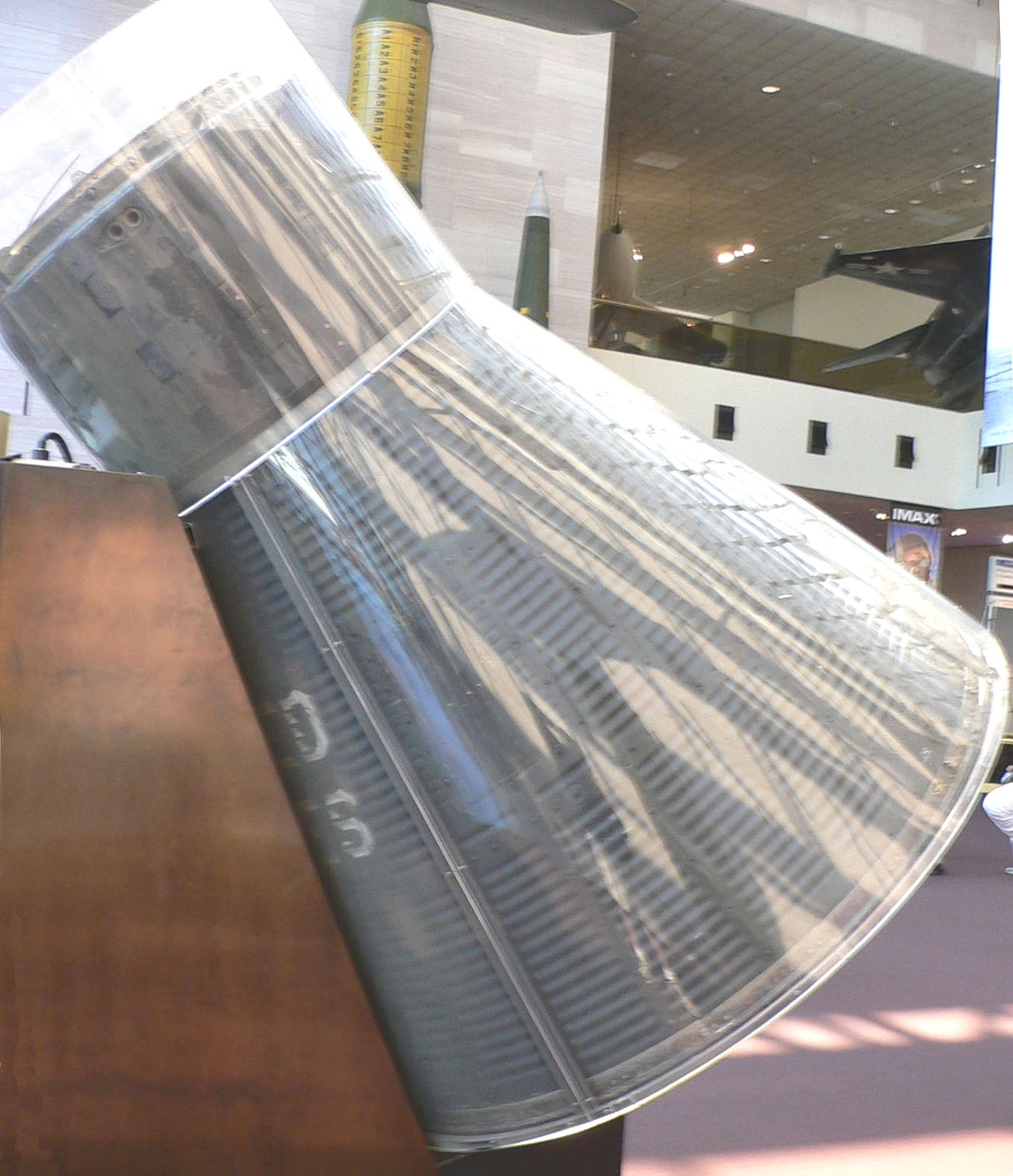
Космічний апарат «Меркюрі френдшип 7»
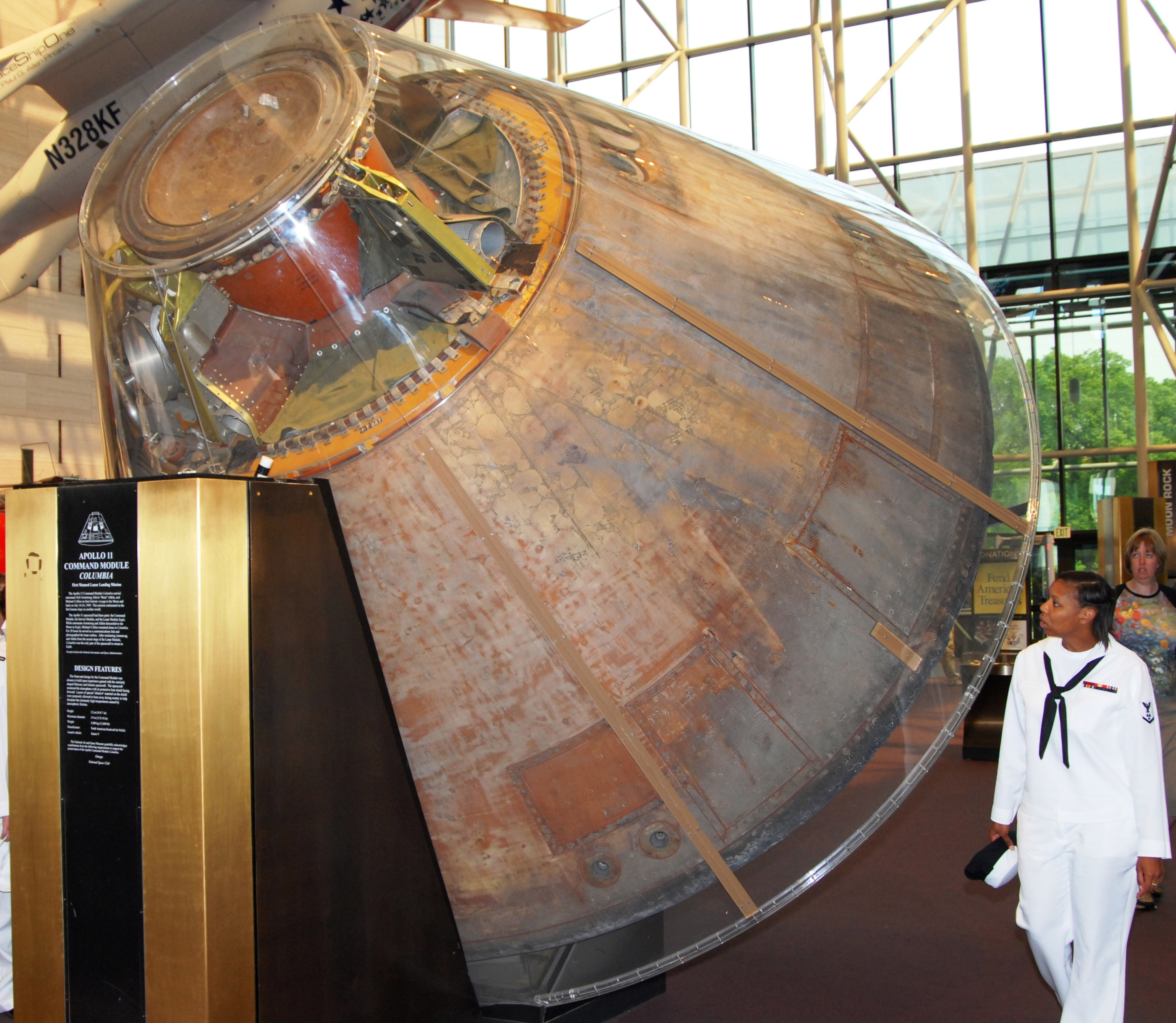
Командний модуль космічного апарата «Аполлон-11»
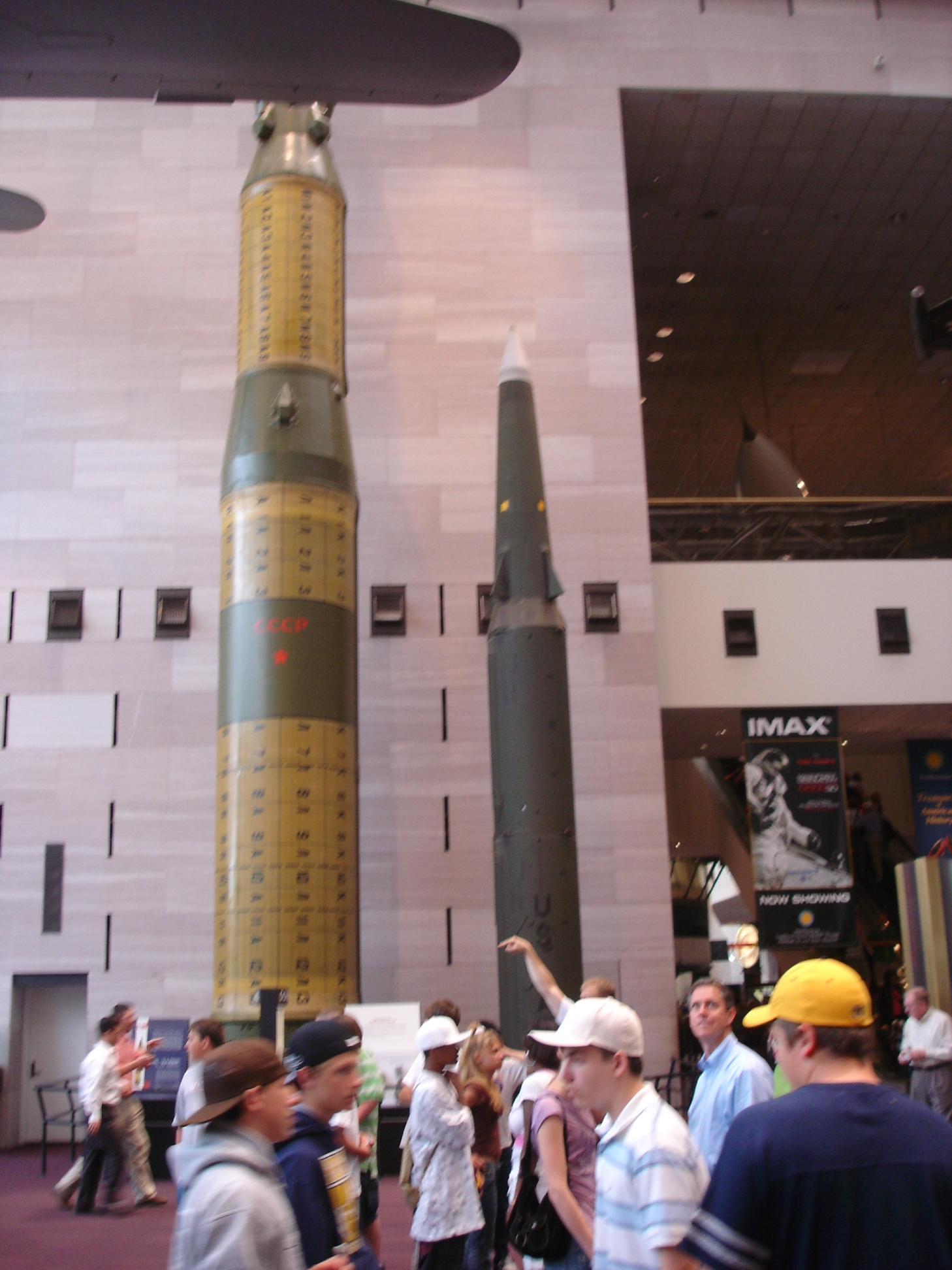
Радянська міжконтинентальна ракета СС-20 і американська «Першинг 2»
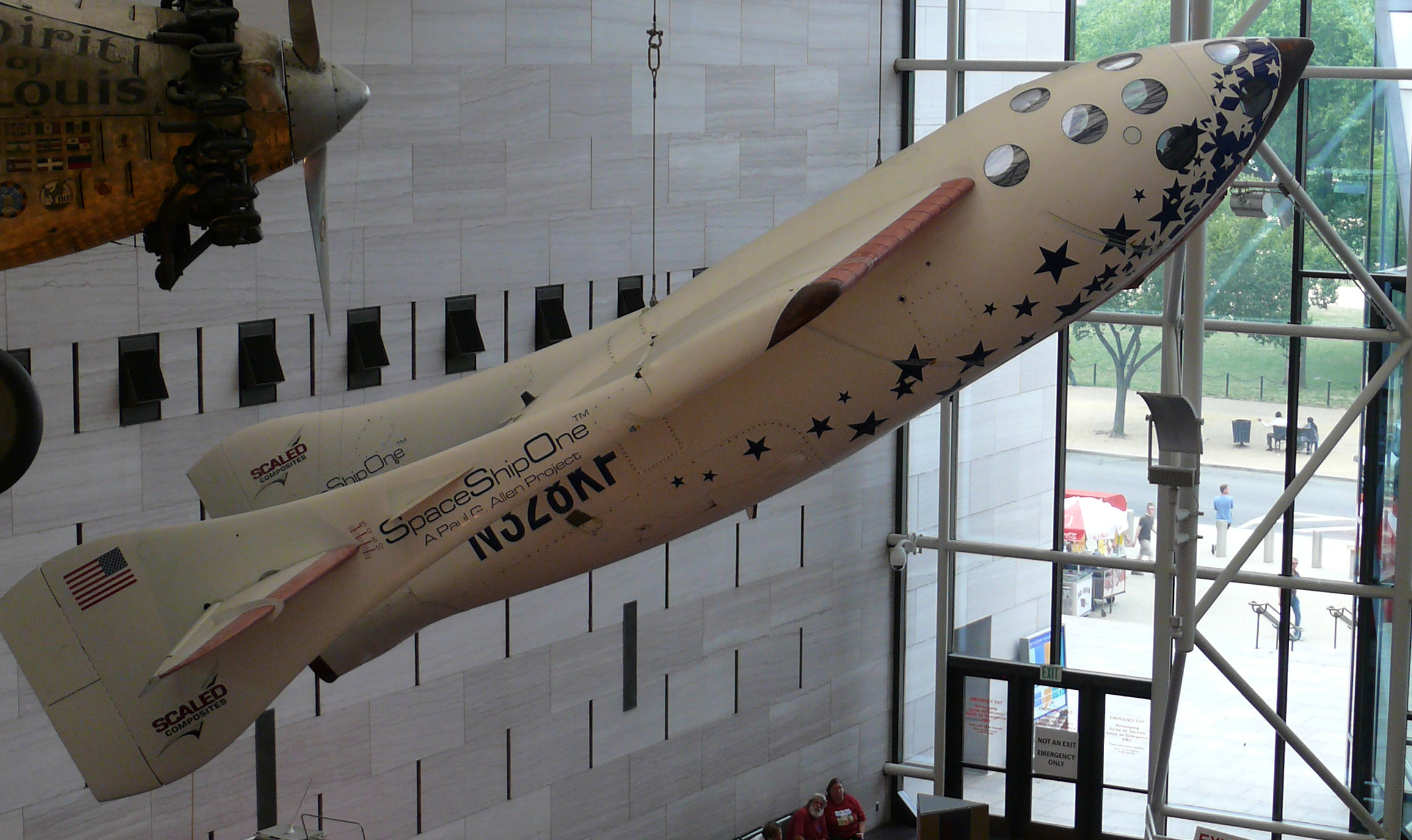
Космічний апарат «Спейсшипван»
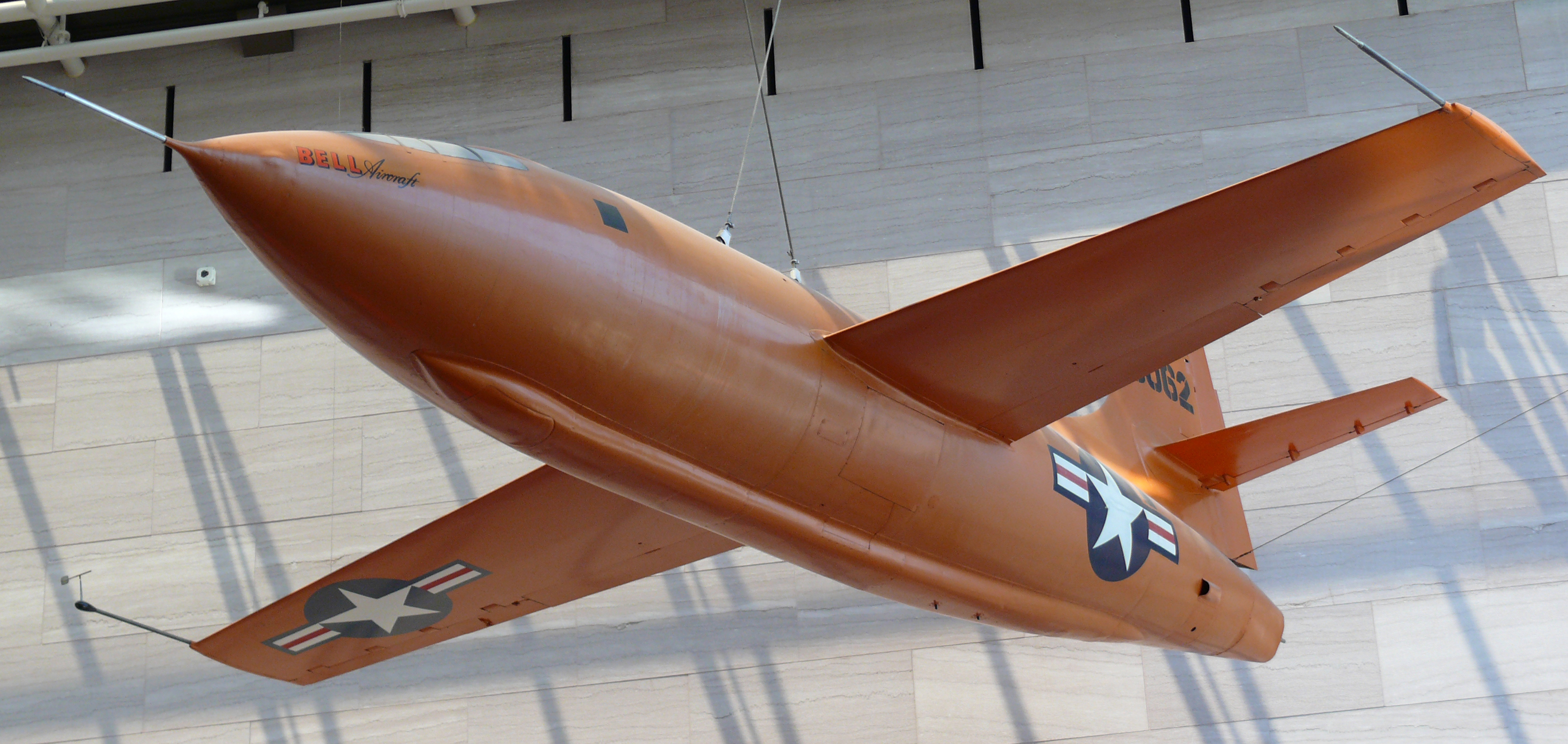
«Белл Ікс 1»
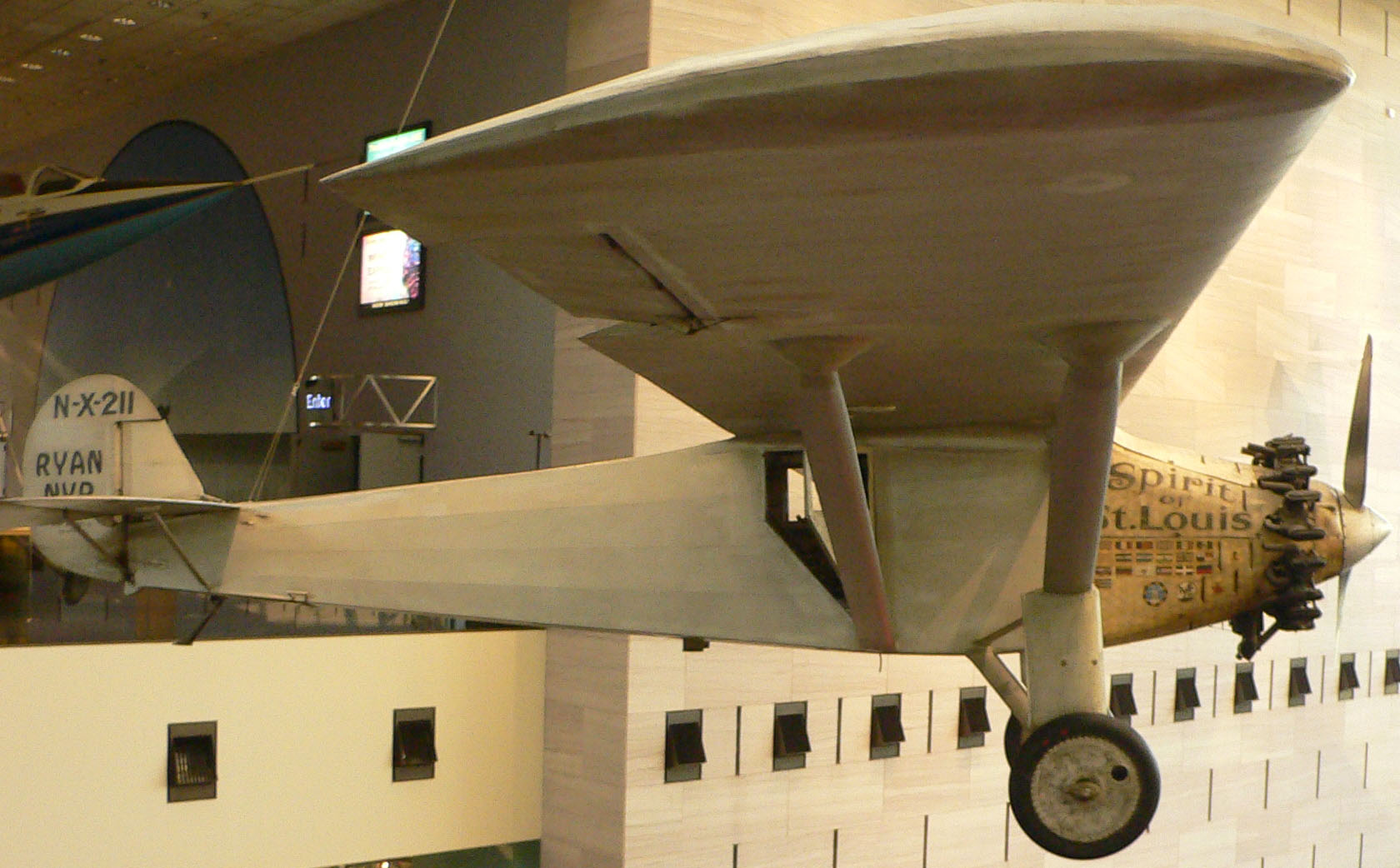
Літак «Дух Сент Луїса»
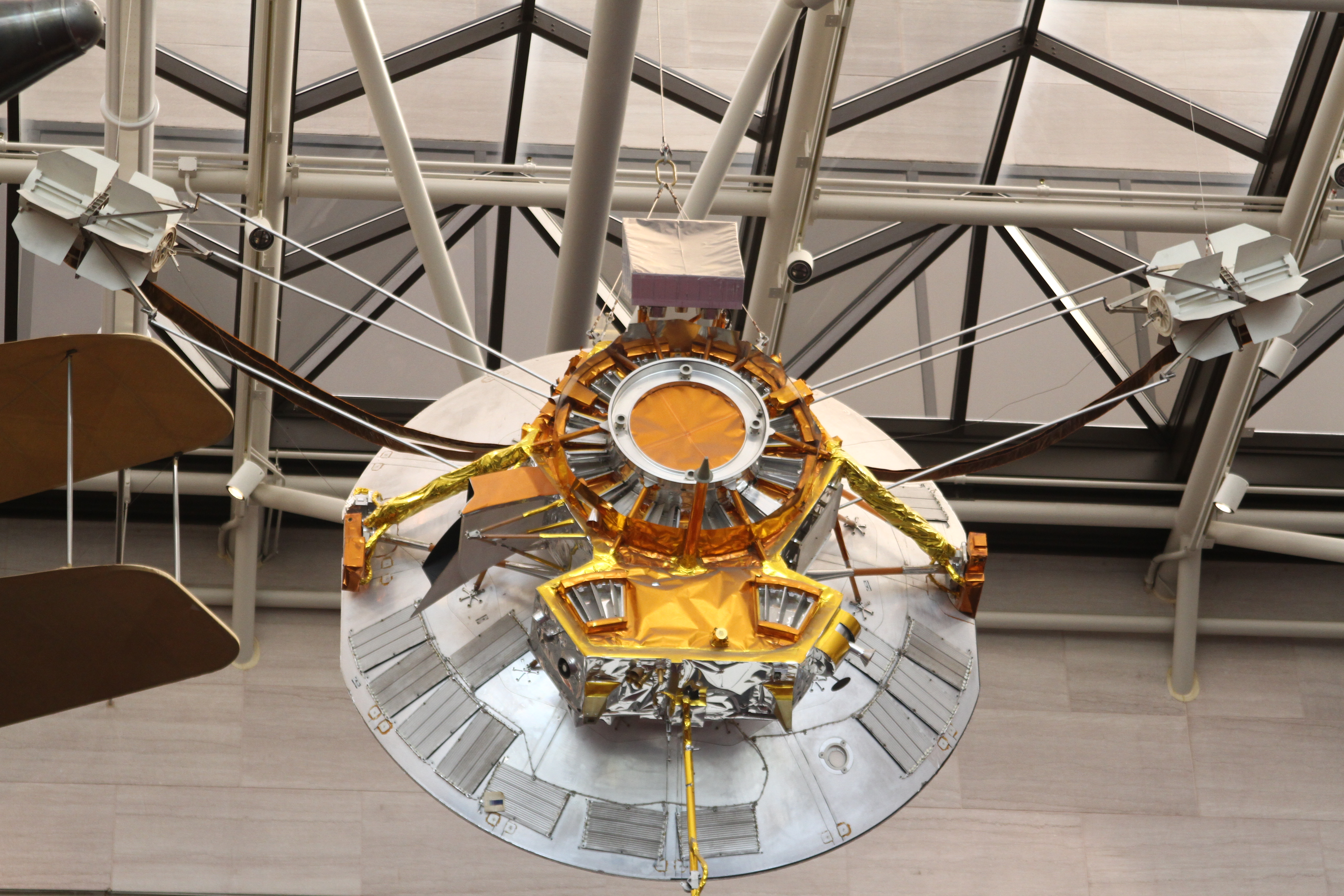
«Піонер Ейч»
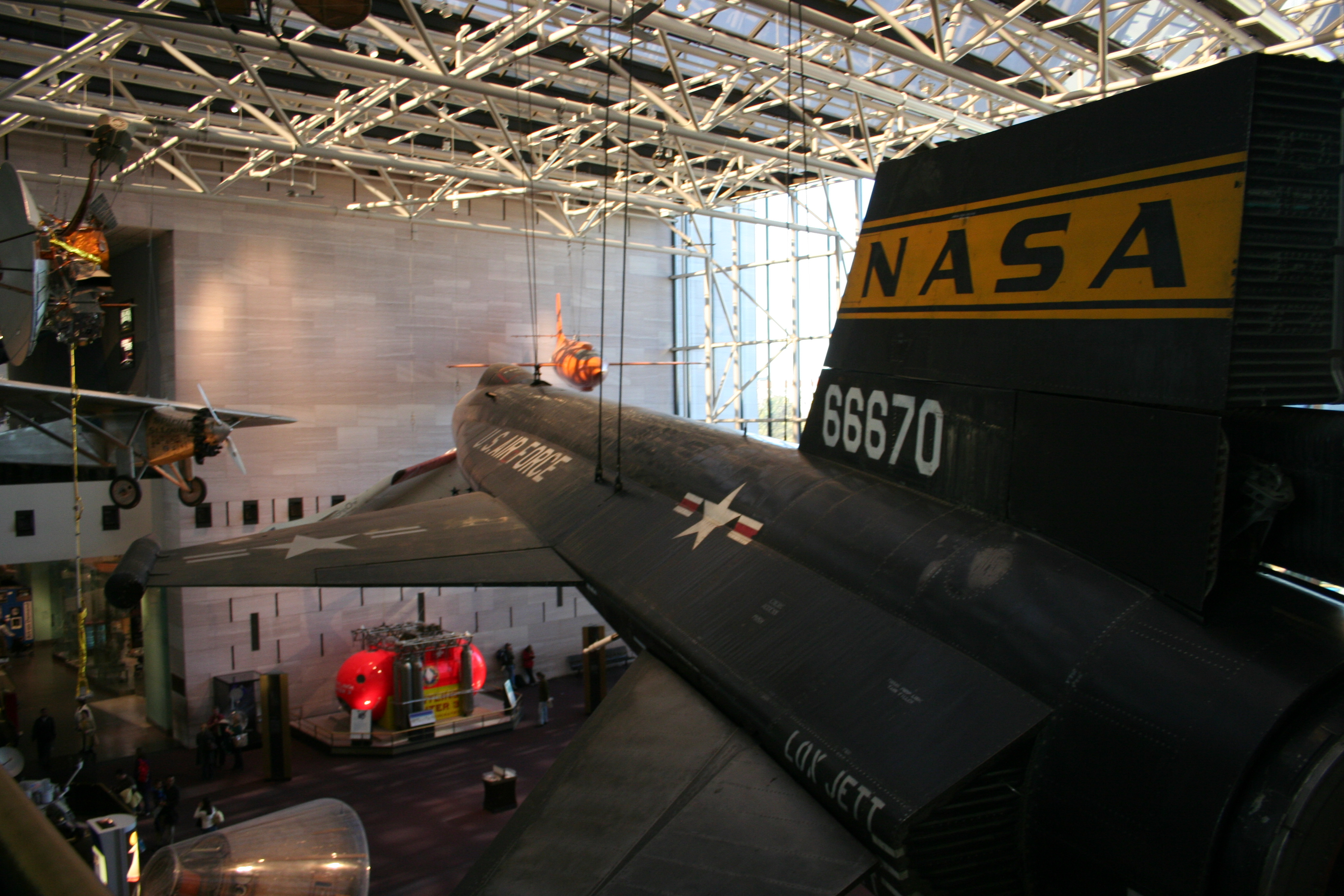
Північноамериканський «Ікс 15»
Стенд проєкту «Союз — Аполлон»
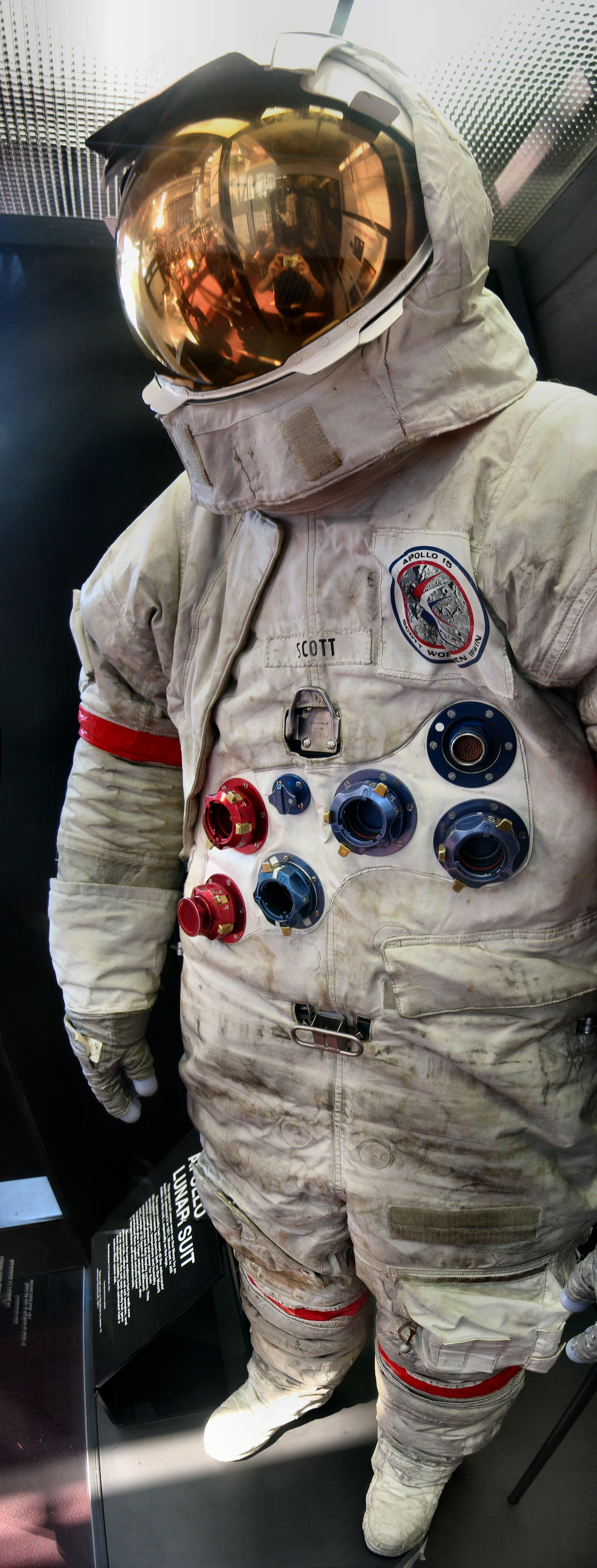
Скафандр Девіда Скотта на «Аполлон-15»
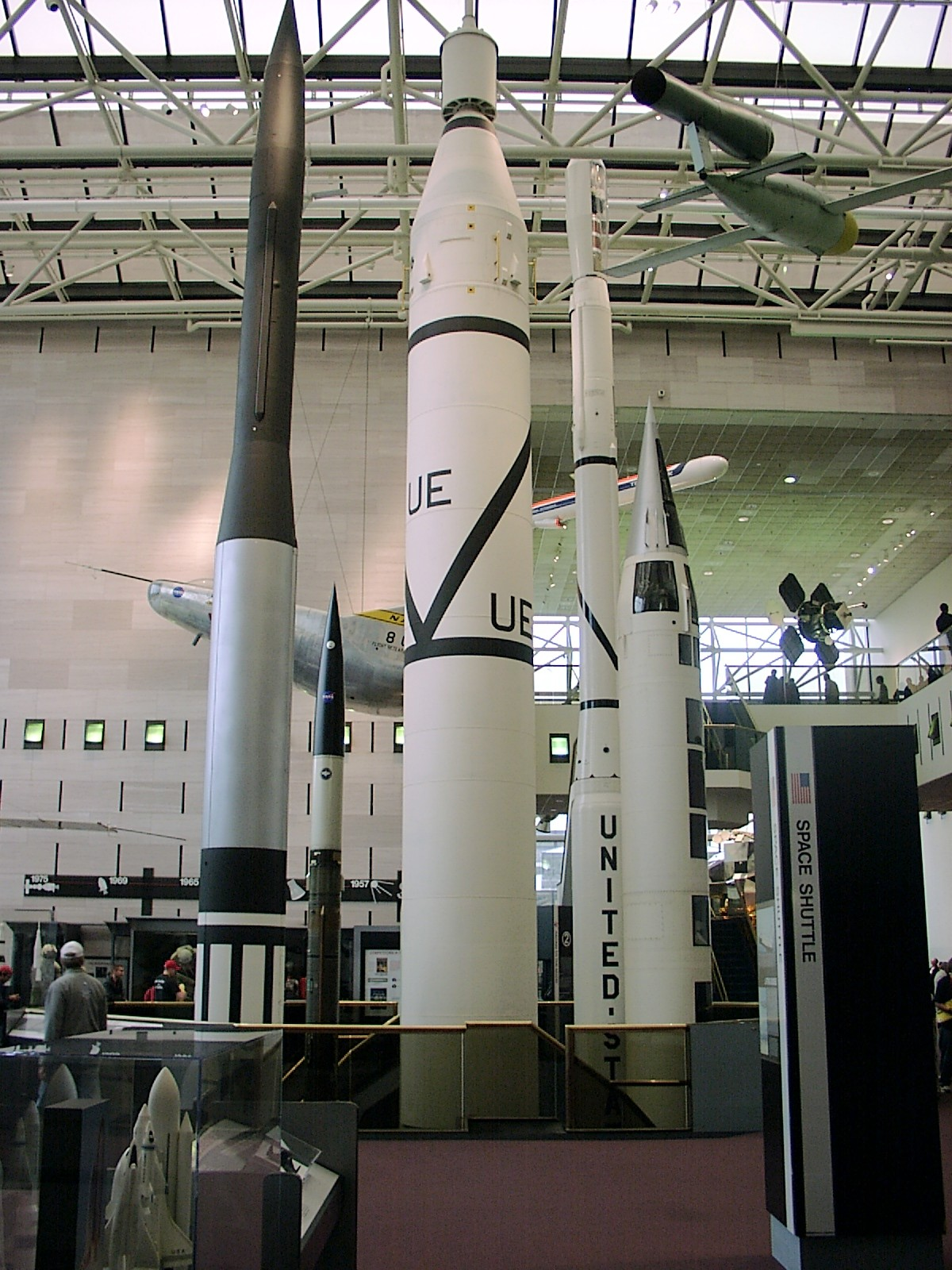
Балістичні ракети
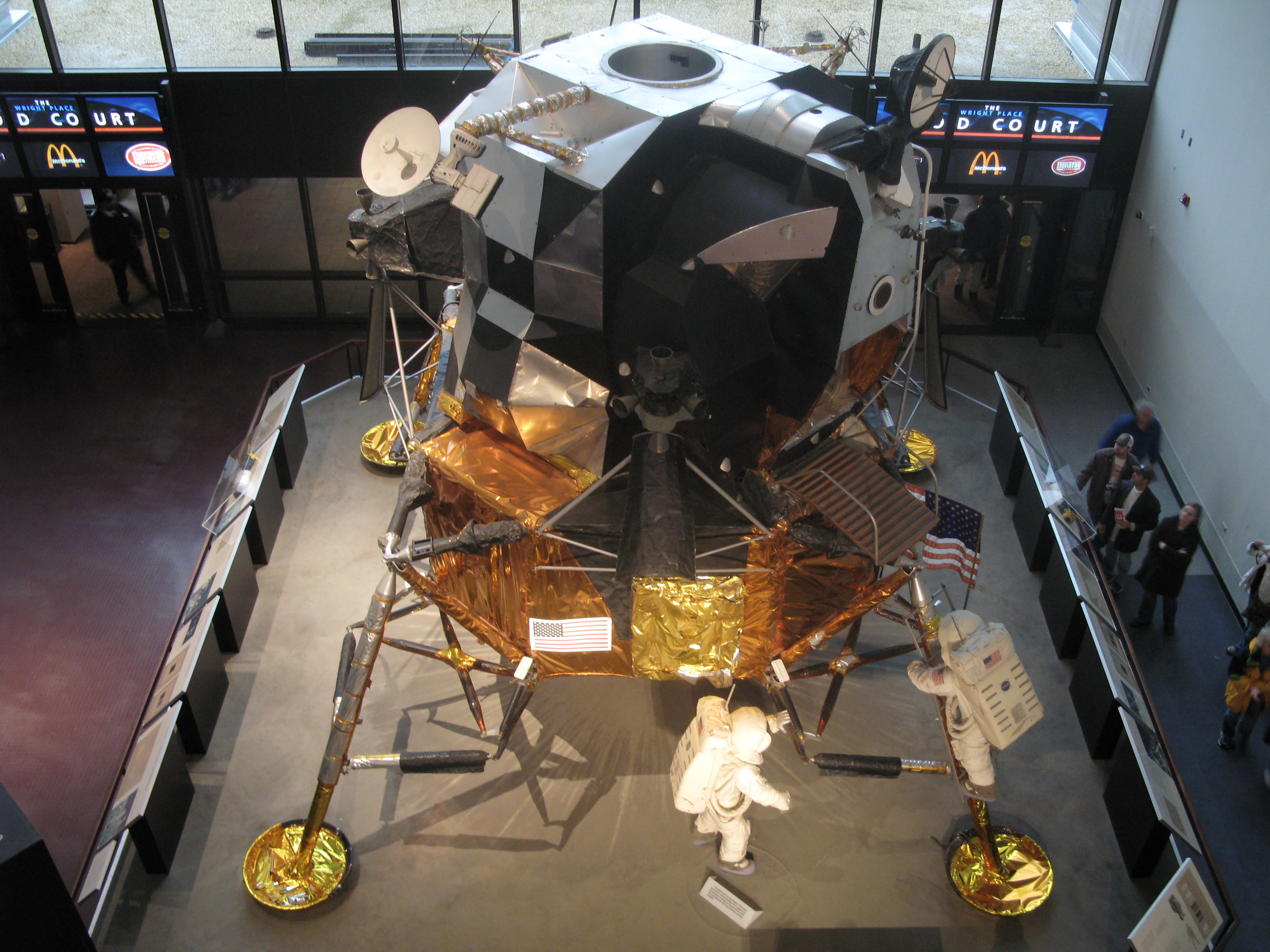
Місячний модуль LM-2, який використовувався для наземних випробувань космічного апарата
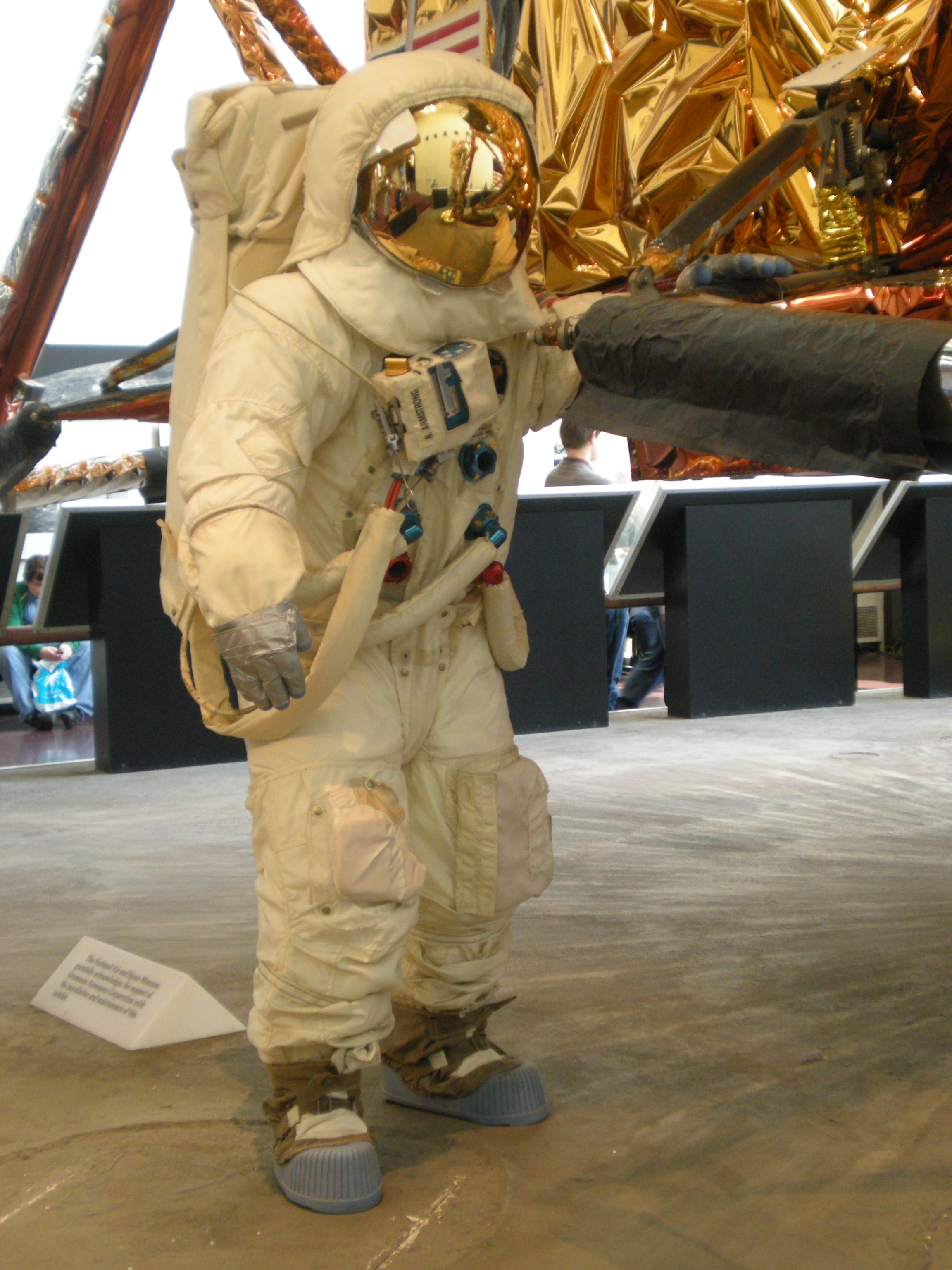
Копія місячного скафандра
Оригінальна модель корабля «Ю-Ес-Ес Ентепрайз» з фільму «Стартрек»Оригінальна модель корабля «Ю-Ес-Ес Ентепрайз» з фільму «Стартрек»
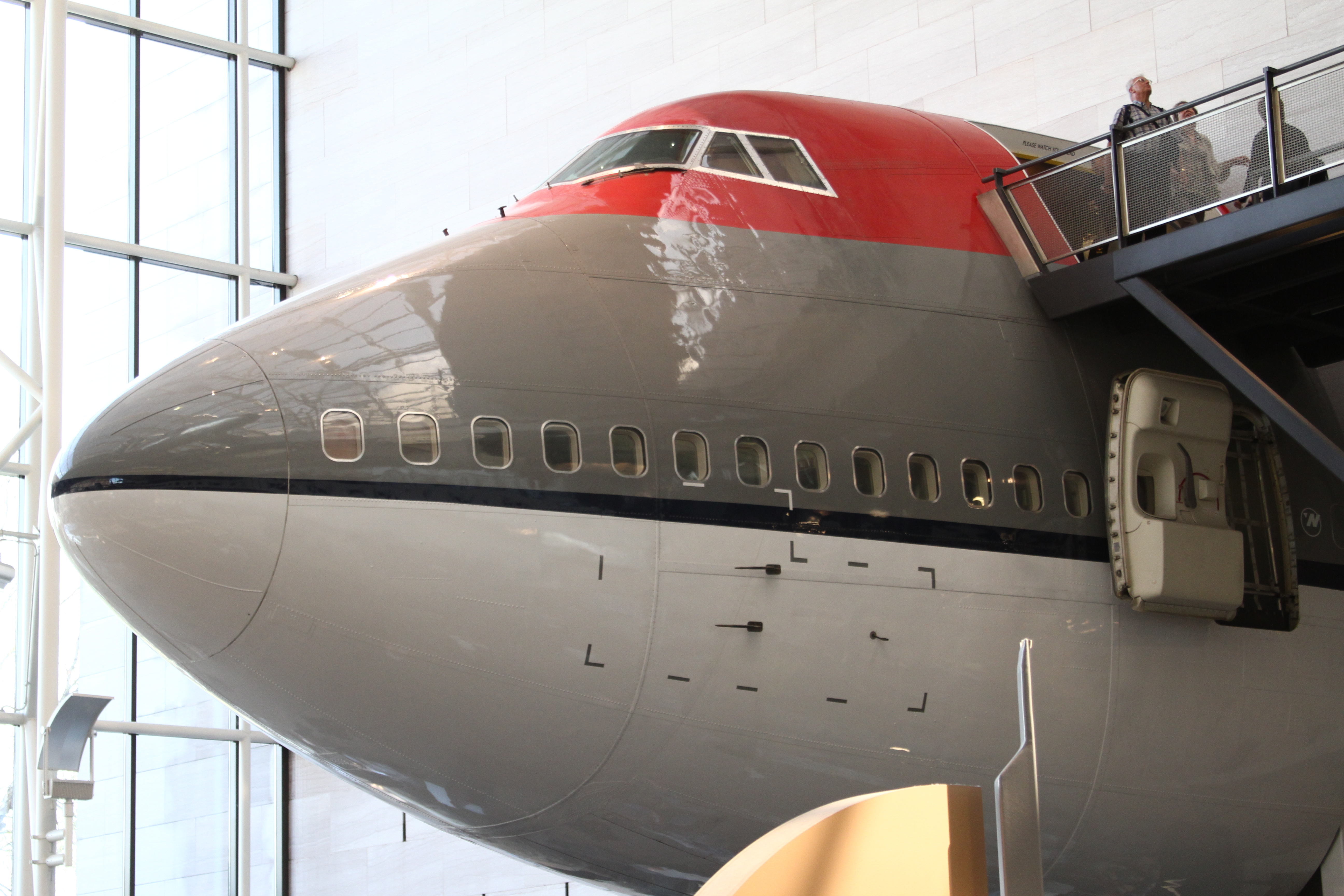
Вид збоку на пасажирський Boeing 747
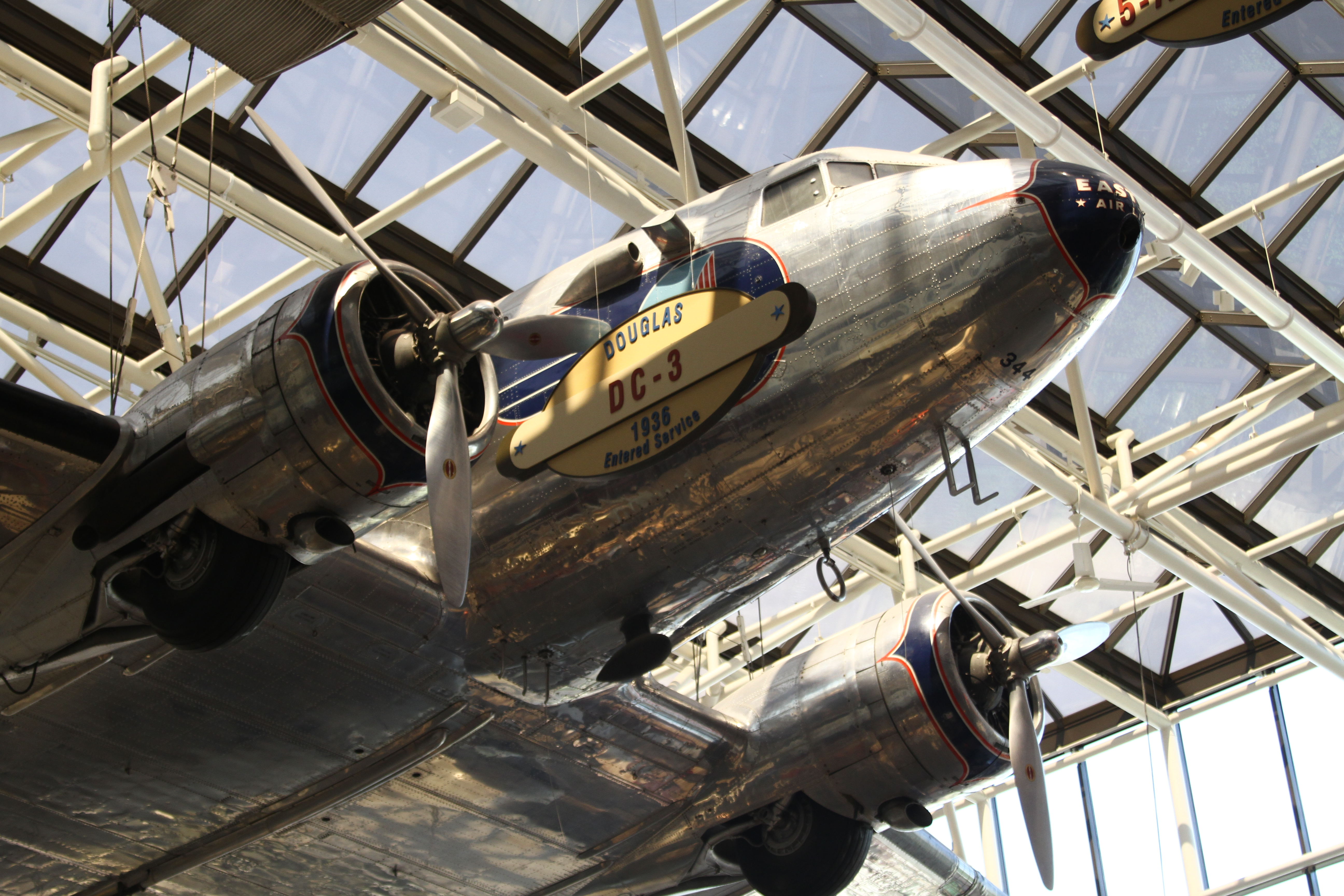
Пасажирський літак Douglas DC-3